# Gothia Förlag
Gothia Förlag, tidigare Förlagshuset Gothia, var ett bokförlag som bildades 1981 i Göteborg av Ruben Baggström och Gunnar Gärdhagen. Gothias utgivning omfattade då läromedel och kristen litteratur i form av biblar, psalmböcker och liknande. 
1985 köpte Verbum AB Förlagshuset Gothia. Företagets utgivning fördelades inom koncernen – läromedlen lämnades över till Gleerups förlag och den kristna utgivningen till Verbum Förlag. Därefter startade förlaget med delar av LIC Förlags utgivning som bas att bygga upp ett sortiment av fackböcker för lärare och skolledare. Bland annat startades förlagets tidskrifter Att leda skola, Skolhälsovård, Elevvård & Hälsa samt Skolhus & Miljö. Sortimentet omfattade därefter utgivningsområdena medicin/hälsa, tandvård, skola och socialtjänst. 
2005 renodlades utgivningen inom Förlagshuset Gothia till att helt omfatta medicin & hälsa, socialt arbete och tandvård. Samtliga av den ursprungliga pedagogiska utgivningen övergick därmed till systerbolaget inom koncernen, Ekelunds förlag som numera ingår i Gleerups i Malmö. 
2006 bytte bolaget namn till Gothia Förlag AB, och året därpå bytte Verbum AB namn till Berling Media AB.
Gothia Förlags affärsidé var att ge ut böcker och skrifter för och i nära samarbete med aktörer inom medicin & hälsa, socialt arbete och omsorg samt tandvård. I utgivningen ingick bland annat Tidskriften Elevhälsa.
Gothia Förlag var ett oberoende förlag inom företagsgruppen Berling Media.
1 januari 2013 bildades företaget Gothia Fortbildning genom en sammanslagning av Gothia Förlag och Fortbildning AB.